# Шафлунд
Шафлунд (нем. Schafflund) — община в Германии, в земле Шлезвиг-Гольштейн. 
Входит в состав района Шлезвиг-Фленсбург. Подчиняется управлению Шаффлунд.  Население составляет 2375 человек (на 31 декабря 2010 года). Занимает площадь 19,09 км².